# Гозалдо
Гозалдо (итал. Gosaldo) је насеље у Италији у округу Белуно, региону Венето.
Према процени из 2011. у насељу је живело 884 становника. Насеље се налази на надморској висини од 1143 м.

## Становништво
| 1951. | 1961. | 1971. | 1981. | 1991. | 2001. | 2011. |
| ----- | ----- | ----- | ----- | ----- | ----- | ----- |
| 2.738 | 2.373 | 1.825 | 1.192 | 1.034 | 884   | 723   |